# Ryszard Tomczuk
Ryszard Tomczuk (ur. 8 sierpnia 1935 w Haliczu (województwo stanisławowskie), zm. 31 lipca 2002 w Drezdenku) – polski artysta fotograf. Członek rzeczywisty Związku Polskich Artystów Fotografików. Członek Zarządu Gorzowskiego Towarzystwa Fotograficznego.

## Życiorys
Ryszard Tomczuk był z wykształcenia chemikiem, związany z lubuskim środowiskiem fotograficznym. Przez wiele lat (od 1945 roku) mieszkał i pracował w Drezdenku – fotografował od 1970 roku. Miejsce szczególne w jego twórczości zajmowała fotografia pejzażowa, fotografia aktu oraz fotografia portretowa. W 1972 roku został członkiem Gorzowskiego Towarzystwa Fotograficznego, w którym w latach 1979–1998 pełnił różne funkcje we władzach GTF (m.in. był wiceprezesem Zarządu GTF). 
Ryszard Tomczuk był autorem i współautorem wielu wystaw fotograficznych; indywidualnych, zbiorowych, poplenerowych. Jego fotografie były wielokrotnie prezentowane na wystawach pokonkursowych, gdzie uzyskiwały wiele akceptacji, medali, nagród, wyróżnień, dyplomów, listów gratulacyjnych. W ramach aktywnej działalności w Gorzowskim Towarzystwie fotograficznym – prezentował swoje zdjęcia w wielu miastach Polski oraz za granicą (m.in. w Czechach, na Litwie, w Niemczech). W latach 1976–1991 był organizatorem i kuratorem cyklicznych plenerów fotograficznych w Drezdenku. Od 1992 roku wiele podróżował, a pokłosiem podróży były obszerne dokumentacje fotograficzne m.in. z Australii, Litwy, Stanów Zjednoczonych, Ukrainy.   
W 2002 roku Ryszard Tomczuk został przyjęty w poczet członków Związku Polskich artystów Fotografików.   
Zmarł 31 lipca 2002, pochowany na cmentarzu w Drezdenku.  

## Wystawy indywidualne
- Akt (Mała Galeria GTF 1988)
- Pejzaż leśny (Mała Galeria GTF 1998)
- Australia (Mała Galeria GTF 2002)
- Wystawa pośmiertna (Mała Galeria GTF 2003)

Źródło

## Wystawy zbiorowe
- Abstrakcja w fotografii (Zielona Góra 1976)
- Raport o stanie przyrody (Gorzów Wielkopolski 1977)
- Dziś ziarno – jutro chleb (Mrocza 1977)
- Dziecko w obiektywie (Zielona Góra 1978)
- Wieś polska (Gorzów Wielkopolski 1980)
- Piękno krajobrazu leśnego (Warszawa, Krosno 1980)
- Wieś polska w obiektywie (Warszawa 1985)
- III Biennale Plakatu Fotograficznego (Płock 1985)
- II Salon Zaproszonych (Łódź 1986)
- III Salon Zaproszonych (Łódź 1988)

Źródło

## Nagrody w Dorocznych Wystawach GTF
- Opowieści dziadka – I nagroda oraz nagroda za reportaż (1973)
- Ich dwoje – II nagroda oraz wyróżnienie za reportaż (1977)
- Szewska pasja – III nagroda (1978)
- Pejzaże – I nagroda (1983)
- Perspektywa – Grand Prix (1985)
- III nagroda za całość prac (1987)
- Da capo al fine – III nagroda (1991)
- Las – nagroda za pejzaż (1993)
- Nagroda za pejzaż (1994);
- Nagroda za pejzaż oraz nagroda specjalna Studia Fotografii Barwnej (2000)
- Wydmy – nagroda za pejzaż (2001)

Źródło

## Odznaczenia
- Złota Odznaka Za Zasługi dla Województwa Gorzowskiego
- Srebrna Odznaka Za Zasługi dla Województwa Gorzowskiego
- Srebrna Odznaka Honorowa Federacji Amatorskich Stowarzyszeń Fotograficznych w Polsce
- Odznaka „Zasłużony Działacz Kultury”
- Medal 40-lecia PRL

Źródło